# Sceloporus squamosus
Sceloporus squamosus е вид влечуго от семейство Phrynosomatidae. Видът не е застрашен от изчезване.

## Разпространение
Разпространен е в Гватемала, Коста Рика, Мексико, Никарагуа, Салвадор и Хондурас.

## Описание
Популацията на вида е стабилна.